# Bergtaklök
Bergtaklök (Sempervivum montanum) är art i familjen fetbladsväxter från Pyrenéerna, Alperna, Apenninerna och Karpaterna.

## Synonymer
subsp. montanum
Sedum montanum (L.) E.H.L.Krause nom. illeg.
Sempervivum alpestre Lamotte
Sempervivum anomalum    hort.
Sempervivum candollei Rouy & Cam. nom. illeg.
Sempervivum candollei subsp. minimum (Timbal-Lagrave) Rouy & E.G.Camus comb. illeg.
Sempervivum candollei var. alpestre (Lamotte) Rouy & E.G.Camus
Sempervivum candollei var. subalpinum  Rouy & E.G. Camus
Sempervivum clusianum Tenore
Sempervivum flagelliforme Fisch. ex Link
Sempervivum frigidum Lamotte
Sempervivum macranthum Jeanbernat & Timbal-Lagrave
Sempervivum minimum Timbal-Lagrave
Sempervivum montanum var. minimum (Timbal-Lagrave) P.Fournier
Sempervivum montanum var. pallidum  Wettstein ex Hegi & Schmid
Sempervivum montanum var. platypetalum Pau nom. inval.
Sempervivum pygmaeum Jeanbernat ex Timbal-Lagrave
Sempervivum subalpinum  (Rouy & E.G. Camus)  A.W. Hill
Sempervivum tectorum subsp. montanum (L.) Bonnier & Layens
subsp. burnatii (Wettstein ex Burnat) Hayek 
Sempervivum burnatii    Wettstein ex Burnat
Sempervivum candollei proles frigidum (Lamotte) Rouy & E.G. Camus comb. illeg.
Sempervivum frigidum Lamotte
Sempervivum montanum f. maximum  Gamisans
Sempervivum montanum subsp. frigidum (Lamotte) H. & A. Marcailhou d'Ayméric
Sempervivum montanum var. burnatii (Wettstein ex Burnat) Praeger
Sempervivum montanum var. frigidum (Lamotte) P.Fournier
subsp. carpathicum (Wettstein ex Prodan) A.Berger 
Sempervivum carpathicum Wettstein ex Prodán
Sempervivum subsp. heterophyllum (Hazsl.) Letz
subsp. stiriacum (Wettstein ex Hayek) Hayek 
Sempervivum stiriacum Wettst. ex Hayek